# Еган Бернал
Еган Арлеј Бернал Гомез (шп. Egan Arley Bernal Gómez; 13. јануар 1997), колумбијски је професионални бициклиста који тренутно вози за британски  ворлд тур тим Инеос гренадирс. Освојио је Тур де Франс 2019, поставши први колумбијски побједник Тура, а затим и Ђиро д’Италију 2021. Осим гранд тур трка, освојио је по једном Тур де л’Авенир, Париз—Ницу, Тур де Свис, Тур оф Калифорнију, Тур де Колумбију и Гран Пијемонт, док је два пута освојио првенство Колумбије у вожњи на хронометар и једном у друмској вожњи.
Професионалну каријеру почео је 2016, са 19 година, у про континенталном тиму Андрони Ђокатоли, гдје је провео двије године, након чега је прешао у ворлд тур тим — Скај, који је прије тога освојио Тур де Франс три године заредом, са Крисом Фрумом.
Прве године у Скају освојио је Тур оф Калифорнију, док је 2019. освојио Гран Пијемонт, Париз—Ницу и Тур де Свис, након чега је био лидер тима на Туру, заједно са Герентом Томасом, док Фрум није возио због пада на Критеријумиму ди Дофине. Жуту мајицу први пут је узео на етапи 19, сачувао је до краја и освојио Тур, поставши тако први Колумбијац и први Латиноамериканац који је освојио Тур, а други са простора цијеле Америке, након Грега Лемонда.
Сезона 2020. била је прекинута због пандемије ковида 19, због чега је Тур де Франс 2020. вожен у августу и септембру. Бернал је био лидер тима, док су Томас и Фрум били изостављени из састава. Због повреде, изгубио је доста времена на етапи 15, након чега је напустио Тур и завршио сезону. Године 2021, завршио је Страде Бјанке на трећем мјесту, након чега је дебитовао на Ђиро д’Италији. Розе мајицу је по први пут узео на деветој етапи, сачувао је до краја и освојио је Ђиро уз двије етапне побједе и класификацију за најбољег младог возача. У јануару 2022. на тренингу пред почетак сезоне ударио је у заустављени аутобус при брзини од 50 km/h, због чега је пропустио скоро цијелу сезону.

## Дјетињство и јуниорска каријера
Бернал је рођен у Боготи, Колумбија. Најстарије је дијете Хермана, радника на подземној римокатоличкој цркви — Солна катедрала Сипакира, изграђеној у тунелима за вађење соли, и Флорите, раднице у фабрици цвијећа. Отац му је био аматерски бициклиста и Бернал је почео да вози бицикл са пет година. Отац је почео да га води да возе заједно бицикл викендом, са осам година, а годину касније организована је трка за дјецу. Отац није хтио да Бернал учествује, али је њега пријавио друг и дао му своју кацигу. Побиједио је на трци, а награда је била бициклистички дрес и чланство у бициклистичком клубу на 18 мјесеци. Отац није хтио да Бернал почне бициклистичку каријеру, због недостатка финансијских средстава. У покушају да га обесхрабри, дао му је, послао га је на дугу вожњу на оштећеном бициклу његовог рођака, али, судећи по његовој мајци, то му је само повећало жељу за бициклизмом. Град Сипакира је надморске висине 2.700 m, док пут који води од Сипакире до родног мјеста његове мајке — Пача, иде до 3.600 метара надморске висине. У млађим данима, Бернал је рекао мајци да ће, ако успије да пређе тај пут за мање од сат времена, освојити Тур де Франс. На прољеће 2019, прије Тур де Франса, прешао је ту дионицу за 56 минута.
Као јуниор, фокусирао се на брдски бициклизам; побјеђивао је на тркама у Бразилу, Костарици и Сједињеним Америчким Државама, а 2014. освојио је сребрну медаљу на Свјетском првенству у брдском бициклизму у дисциплини крос кантри за јуниоре, након чега је 2015. освојио бронзану медаљу у истој дисциплини. Заједно са брдским бициклизмом, возио је и двије друмске трке у јуниорској конкуренцији током 2015, освојио је обје: Класика Хувентудес Кахика, у Колумбији и Соњандо ил Ђиро деле Фландре у Италији.
Након добрих резултата у јуниорској конкуренцији, Берналов агент, Паоло Алберати састао се са власником про континенталног тима малог буџета, Андрони Ђокатолија — Ђанијем Савиом, коме је првобитно понудио италијанског аматерског првака — Давидеа Пакјарда. Савио је рекао како му је потребан брдаш и Алберати га је упознао са Берналом. Након што му је Алберати послао резултат UCI теста на максималну потрошњу кисеоника, који је износио 88.8ml/kg/min, Савио је одлучио да ризикује и понудио је Берналу четворогодишњи уговор, како би прескочио конкуренцију до 23 године и одмах почео професионалну каријеру. Бернал је изјавио да је то било неочекивано, спремао се за прву сезону у конкуренцији возача до 23 године и имао је понуде неколико тимова у брдском бициклизму, али је прихватио понуду Савија и потписао је уговор. Савио је углавном због резултата теста одлучио да му понуди дугогодишњи уговор, иако није имао великог искуства у друмским тркама; поређења ради, тест Мигела Индураина на максималну потрошњу кисеоника током максималног оптерећења износио је 88ml/kg/min, док је тест Грега Лемонда износио 92.5ml/kg/min. Бернал је касније изјавио да је урадио два теста у Италији, други је урадио након Свјетског првенства у брдском бициклизму, који је био много бољи од првог.

## Професионална каријера

### 2016
Професионалну каријеру почео је 2016. године. Сезону је почео на трци Ла Медитеран, коју је завршио на 18 мјесту у генералном пласману, након чега је у топ 20 завршио на тркама Гран при Индустрија и Артиђјанато и Сетимана интернационале Копи и Бартали, гдје је пао на другој етапи, након што је напао из водеће групе у последњим километрима. У априлу, возио је највећу трку у дотадашњој каријери, припремну трку за Ђиро д’Италију — Ђиро дел Трентино, на којој су учествовали и Винченцо Нибали, Ромен Барде, Микел Ланда, Јакоб Фуглсанг, Доменико Поцовиво, Жан Кристоф Перо, Микеле Скарпони и Дамијано Кунего. Трка је почела екипним хронометром, на којем је побиједила Астана, док је Андрони завршио на деветом мјесту, 36 секунди иза. На другој етапи, био је при врху групе, али имао је механичких проблема у последњем километру и завршио је на 43 мјесту. На краљевској, трећој етапи, пратио је нападе фаворита на последњем успону — Фај дела Паганела, дугом 12 km. На 2 km до циља, Танел Кангерт је напао и тријумфовао, док је Бернал завршио на деветом мјесту, у групи од десет возача која је на циљ дошла десет секунди иза и преузео је бијелу мајицу, за најбољег младог возача. Четврту етапу завршио је скоро три минута иза главне групе; завршио је на 16 мјесту у генералном пласману, 4 минута и 16 секунди иза Ланде и освојио је класификацију за најбољег младог возача, два минута испред Данијела Мартинеза. Сезону је наставио на дводневној трци Вуелта сајклиста комунидад де Мадрид, коју је завршио на 33 мјесту, након чега је возио Тур оф Бихор трку у Румунији. Трка је стартовала прологом, који је Бернал завршио на 17 мјесту, седам секунди иза Флоријана Бисингера, након чега је остварио прву побједу у професионалној каријери; побиједио је на првој етапи, дугој 123 km, након што је одспринтао Родолфа Тореса, који је дошао на циљ заједно са њим и преузео је лидерску мајицу. Другу и трећу етапу завршио је у групи, није губио вријеме и освојио је прво издање трке, осам секунди испред Родолфа Тореса.
У јуну, возио је Тур де Словенију, гдје је другу етапу завршио на трећем мјесту, 50 секунди иза Рејна Тарамајеа; Тарамаје је напао на 5 km до циља, након што су достигли бјегунце и одмах се одвојио од групе. Бернал и Џек Хејг су возили заједно, након чега је Хејг напао и узео друго мјесто. Хронометар на последњој, трећој етапи, завршио је на 20 мјесту, два минута иза Дијега Улисија и завршио је на четвртом мјесту у генералном пласману, уз освојену класификацију за најбољег младог возача. Након Словеније, вратио се у Румунију, гдје је возио Сибиу Тур, који је завршио на 55 мјесту у генералном пласману и седмом у класификацији за најбољег младог возача. Сезону је наставио на Тур де л’ Авенир трци, који је познат и као Тур де Франс за младе возаче. На другој етапи, Амон Грондал Јансен је тријумфовао из бијега и преузео жуту мајицу, док је Бернал завршио у групи, скоро три минута иза. Хронометар на четвртој етапи завршио је на 44 мјесту, минут иза Адријена Косте и пао је на 36 мјесто у генералном пласману, скоро четири минута иза Грондал Јансена. На шестој етапи, није могао да прати све нападе у брдима и завршио је на деветом мјесту, два минута иза Давида Годуа, али је дошао до десетог мјеста у генералном пласману. Седму етапу завршио је на петом мјесту, што му је био најбољи резултат на трци и дошао је до седмог мјеста у генералном пласману, два минута иза лидера — Годуа. На последњој, осмој етапи, завршио је на седмом мјесту, 48 секунди иза Нилсена Паулеса, али испред Хиндлија, Ванхоука и Шегела и завршио је трку на четвртом мјесту у генералном пласману, скоро три минута иза Годуа.
До краја сезоне возио је трке у Италији. На класику Копа Агостини, радио је за спринтера — Франческа Гавација, био је активан у достизању бијега и завршио је на 44 мјесту у групи, док је Гаваци завршио на трећем мјесту. Два дана касније, Гаваци је поново био лидер тима, на Меморијалу Марко Пантани, на којем је и побиједио, док је Бернал напустио трку након више од пола пређене дистанце. До краја, возио је три трке, од којих је завршио само Ђиро дела Тоскану, на 47 мјесту.

### 2017
Сезону 2017, почео је на Вуелта де Сан Хуан трци у Аргентини. Након прве четири лакше етапе, краљевску, пету етапу, до Алто Колорада, завршио је на шестом мјесту, 14 секунди иза Руија Косте и са 38 дошао је на девето мјесто у генералном пласману. Последње двије етапе биле су спринтерске и Бернал је завршио на деветом мјесту у генералном пласману, минут и по иза Баукеа Молеме, уз освојену класификацију за најбољег младог возача. Крајем фебруара возио је Тур де Лањави трку,  гдје је само четврта етапа била брдска. Напао је на 5 km до циља, али је достигнут; Мексеб Дебесај не напао у финишу и побиједио, док је Бернал завршио на петом мјесту, у мањој групи која је стигла четири секунде иза. До краја трке, изгубио је 20 секунди и завршио је на седмом мјесту у генералном пласману, 43 секунде иза Рајана Гибонса. Сезону је наставио на класику Гран при Индустриа и Артиђјанато. Адам Јејтс је напао на 20 km до циља, након што је бијег достигнут; пратили су Ричард Карапаз, Ригоберто Уран, Матија Катанео, Сајмон Кларк и Бернал. На последњем успону, сви су покушавали да се одвоје, али нико није успио; у спринту, Јејтс је побиједио испред Карапаза и Урана, док је Бернал завршио на петом мјесту, иза Катанеа, са заостатком од три секунде, након што није могао да задржи ритам у спринту. У марту, возио је највећу трку у дотадашњој каријери — Тирено—Адријатико. Након првих лакших етапа, на четвртој етапи водила се велика борба за генерални пласман. На око 7 km до циља, Том Димулен је напао, али је достигнут. Убрзо затим, Бернал је напао и издвојила се група фаворита. На 4.2 km до циља, Адам Јејтс је напао, пратили су Уран, Герент Томас и Наиро Кинтана; Бернал није могао да прати и завршио је на 13 мјесту, минут иза Кинтане, који је остварио побједу нападом на 2 km до циља. На петој етапи, поново је био у врху са фаворитима и завршио је на 11 мјесту, шест секунди иза групе коју је одспринтао Петер Саган и двије етапе прије краја трке имао је бијелу мајицу, за најбољег младог возача. На последњој етапи вожен је хронометар, који је Бернал завршио на 116 мјесту, минут и 20 секунди иза побједника — Роана Дениса, али и 42 секунде иза Боба Јунгелса, који је тако освојио бијелу мајицу; Бернал је завршио 27 секунди иза Јунгелса у класификацији младих возача, а на 16 мјесту у генералном пласману, 3 минута и 20 секунди иза Кинтане.
Сезону је наставио на тркама у Италији, гдје је трку Сетимана интернационале Копи е Бартали завршио на четвртом мјесту у генералном пласману, 48 секунди иза Лилијана Калмежана, уз освојену класификацију за најбољег младог возача. Класик Ђиро дел Апенино завршио је на другом мјесту одспринтавши групу од пет возача која је на циљ стигла 16 секунди иза Данила Селана, који је нападом у финишу стигао до соло побједе. На Тур оф де Алпс трци, напао је на претпоследњем успону, на последњој етапи — Монте Болдоне; прешао је соло преко брдског циља, након чега је на спусту возио мало лакше и чекао да га група достигне по равном, прије последњег успона. Његов сувозач, Родолфо Торес, напао је на последњем успону, Бернал је покушао да маркира остале возаче како би помогао Торесу да побиједи, али Торес није имао довољно снаге и отпао је. Тибо Пино је напао у финишу и побиједио, док је Бернал завршио на седмом мјесту у спринту, двије секунде иза. Трку је завршио на деветом мјесту у генералном пласману, минут иза Томаса, из освојену класификацију за најбољег младог возача, минут и по испред Хјуа Картија, који је био лидер класификације до последње етапе. Након добрих резултата у првом дијелу сезоне, ворлд тур тимови, Скај, Мовистар и Бахреин—Мерида су истакли да су заинтересовани за Бернала, а објављено је да је Скај најближи потпису.
Након слабијих резултата на Вуелта а Кастиља и Леон трци и Тур де Словенији, возио је трку из категорије Европа Тур 2.2 — Тур де Савоје Мон Бланк. На другој етапи, остварио је прву побједу у сезони, 49 секунди испред Виктора Лафаја, након чега је побиједио и на хронометру на четвртој етапи, 40 секунди испред Ванхоука и освојио је трку 50 секунди испред Ламбехта, уз класификације по поенима и за најбољег младог возача, док је у брдској класификацији завршио на другом мјесту. Успјех је поновио и на Сибиу Туру у Румунији, гдје је побиједио на двије етапе и освојио трку, уз класификације за најбољег младог возача и по поенима, док је у брдској класификацији такође завршио на другом мјесту. У августу, возио је Тур де л’ Авенир. Након шест етапа, Патрик Гампер је имао скоро четири минута предности испред групе која је на циљ долазила углавном заједно. На седмој етапи, Бернал је остварио соло побједу, минут испред Џејмса Нокса и преузео је лидерску мајицу, јер је Гампер завршио 11 минута иза. На осмој етапи, остварио је другу побједу заредом, одспринтавши Бјерга Ламбрехта и повећао је предност у генералном пласману на минут и девет секунди испред Ламбрехта, захваљујући секундама бонификације. На последњој, деветој етапи, завршио је на четвртом мјесту, у групи која је на циљ стигла три минута иза Павела Сивакова и освојио је трку минут и девет секунди испред Ламбрехта.
До краја сезоне возио је трке у Италији, а највећи успјех остварио је на трци Ђиро дела Тоскана, гдје је прву етапу завршио на другом мјесту, иза Стивена Камингса, који је побиједио у спринту. Другу етапу завршио је на осмом мјесту, у групи која је стигла на циљ 28 секунди иза Гијома Мартена и завршио је трку на петом мјесту у генералном пласману, 16 секунди иза Мартена, уз освојену класификацију за најбољег младог возача. На Меморијалу Марко Пантани, напао је заједно са Матијом Катанеом и Дијегом Улисијем на последњем успону и убрзо су достигли Зампарелу, који је био у бијегу; стекли су велику предност испред главне групе, а у спринту, Бернал је завршио на трећем мјесту, док је Зампарела побиједио. Сезону је завршио на Ђиро ди Ломбардији, што је био први монументални класик који је возио; завршио је на 13 мјесту, 47 секунди иза Нибалија.
Иако му је остало још двије године уговора са Андронијем и објављено је да је откупна клаузула 350.000 евра, потписао је петогодишњи уговор са британским ворлд тур тимом Скај, од 2018. године.

### 2018
За тим Скај дебитовао је на Тур даун андер трци, гдје је био лидер тима заједно са Халворсеном. Након почетних лакших етапа, циљ пете етапе био је на успону Вилунга хил. Ричи Порт је напао на 1.8 km до циља и Бернал је отпао од групе. Када је скоро достигао групу, Порт је напао поново и дошао до соло побједе, док је Бернал завршио на петом мјесту, 10 секунди иза. Последња етапа је била спринтерска и Бернал је завршио на шестом мјесту у генералном пласману, 20 секунди иза Дерила Импија, уз освојену класификацију за најбољег младог возача, три секунде испред Рубена Герера. У фебруару, возио је национално првенство Колумбије, гдје је побиједио у вожњи на хронометар, шест секунди испред Данијела Мартинеза, док друмску трку није завршио. Сезону је наставио на домаћој трци, Колумбија Оро и Паз. Након прве три спринтерске етапе, на којима је побиједио Фернандо Гавириа, циљ четврте етапе био је на благом успону; побиједио је Жилијен Алафилип, док је Бернал завршио на шестом мјесту, три секунде иза, након што није могао да прати Алафилипа у спринту. На петој етапи, вожени су први велики успони. На последњем успону, издвојили су се колумбијски возачи, Ригоберто Уран, Наиро Кинтана, Серхио Енао и Бернал. Уран је побиједио у спринту, док је Бернал завршио трећи и дошао је до четвртог мјеста у генералном пласману, девет секунди иза Кинтане. На последњој, шестој етапи, последњи успон био је дуг 20 km. Бернал је напао на 3 km до циља, достигао је сувозача, Себастијана Енаа, који је био у бијегу и возили су заједно. Завршио је етапу на другом мјесту, 10 секунди иза Дајера Кинтане, али је завршио 11 секунди испред Наира Кинтане и освојио је трку осам секунди испред Кинтане, захваљујући секундама бонификације. Такође, освојио је и брдску у класификацију за најбољег младог возача. У марту, возио је Вуелта а Каталуњу, гдје је другу етапу завршио на четвртом мјесту у групном спринту, у којем је Алехандро Валверде побиједио. На четвртој етапи, Мовистар је радио на челу, а у последњих седам километара, само су Пјер Латур и Бернал могли да прате темпо који је диктирао трио Мовистара — Валверде, Наиро Кинтана и Марк Солер. Бернал је напао и Солер је дистанциран, након чега је и Латур отпао. У финишу, дистанциран је и Кинтана, а Валверде је побиједио у спринту; другом мјестом на етапи, Бернал је дошао до другог мјеста у генералном пласману, 19 секунди иза Валвердеа. На последњој етапи, нападао је неколико пута, али је Валверде пратио; узео је секунде бонификације и смањио је заостатак на 15 секунди пред последњих неколико километара. На 6 km до циља, пао је и морао је да напусти трку. Одвезен је у болницу у Барселони, гдје су му дијагностиковани преломи кључне кости и лопатице.
Тркању се вратио крајем априла, на Тур де Романди трци. Трка је почела прологом, који је завршио на 11 мјесту, 11 секунди иза Мајкла Метјуза. На хронометру на трећој етапи побиједио је четири секунде испред Приможа Роглича, остваривши прву друмску побједу у сезони, након чега је дошао до другог мјеста у генералном пласману, шест секунди иза Роглича. На краљевској, четвртој етапи, тим Скај је радио на челу, а на 30 km до циља, када се Хонатан Кастровијехо склонио, Бернал је напао, што је пратио само Роглич. Њих двојица су убрзо достигли већину возача који су били у бијегу, а Бернал је константно нападао у покушају да се одвоји од Роглича.  При врху успона, достигли су и последње возаче који су били у бијегу — Јакоба Фуглсанга и Руија Косту и отишли су од њих. На спусту, Фуглсанг и Коста, као и Порт, успјели су да их достигну, након чега је Фуглсанг напао на 15 km до циља и брзо стекао велику предност, јер су остали возачи били концентрисани на борбу за генерални пласман. Фуглсанг је побиједио 48 секунде испред тројице возача; Бернал је завршио на трећем мјесту, иза Роглича, док је Порт завршио двије секунде иза. Захваљујући секундама бонификације, Роглич је повећао предност испред Бернала на осам секунди. Последња етапа била је спринтерска, није било промјена и завршио је на другом мјесту у генералном пласману, осам секунди иза Роглича, уз освојену класификацију за најбољег младог возача. Сезону је наставио на Тур оф Калифорнији. Након спринтерске етапе на отварању, циљ друге етапе био је на успону Гибралтар роад. Након рада на челу групе од стране тима БМЦ, у групи је остало само 13 возача. Бернал је напао на 2 km до циља, нико није могао да прати и побиједио је 21 секунду испред Рафала Мајке, чиме је преузео лидерску мајицу. Осим у генералном пласману, Бернал је након етапе био лидер у свим класификацијама, брдској, по поенима и за најбољег младог возача. На трећој етапи, Томс Скујинш је побиједио из бијега, док је Бернал завршио на петом мјесту, у спринту је завршио само иза Кејлеба Јуана и Петера Сагана. Хронометар на четвртој етапи завршио је на 18 мјесту, минут у 23 секунде иза Тиџеја ван Гардерена и пао је на друго мјесто у генералном пласману, 23 секунде иза Ван Гардерена. На шестој етапи, на почетку кратког успона Даџет самит, на 10 km до циља, Берналов сувозач — Тео Гејган Харт је напао, Ван Гардерен је реаговао, након чега је Бернал напао и нико није могао да га прати. Побиједио је са минут и 28 секунди испред Адама Јејтса и преузео је лидерску мајицу са минут у 25 секунди испред Тиџеја ван Гардерена. Последња етапа била је спринтерска, није било промјена и Бернал је освојио трку, минут и 25 секунди испред Ван Гардерена, уз освојену класификацију за најбољег младог возача. Након освајања трке, многи су се питали да ли ће возити неку гранд тур трку у сезони, на шта је он изјавио: „нисам сигуран још. Волио бих да возим гранд тур, сигурно. Али имам тек 21 годину и гранд тур можда буде превише за мене у овом тренутку. Нисам сигуран. Радићемо на томе, али ако видимо да нисам спреман за гранд тур, онда се то неће десити још. Као што сам рекао, волио бих да возим један. Можда будем возио Вуелту, али нисам сигуран“.
Ипак, изабран је у тим за Тур де Франс, умјесто за Вуелту и у јулу, возио је свој први Тур, као најмлађи возач на трци. На Туру је радио за Герента Томаса и Криса Фрума, који је освојио Ђиро д’Италију и покушао је да оствари Ђиро—Тур дабл. Лидерска позиција у тиму није утврђена, што је значило да ће Бернал морати да вози за оба возача, уколико један од њих буде у проблемима; Томас је изјавио да се осјећа боље него што се икад раније осјећао пред Тур де Франс и да ће се лидерска позиција у тиму одлучити у Алпима. На првој етапи, Фрум је пао, Бернал је остао иза и радио за њега, прије него што је и сам отпао од те групе; завршио је на 113 мјесту, док је Фрум завршио 51 секунду иза главне групе, у којој је завршио Томас. На трећој етапи вожен је екипни хронометар, који је тим Скај завршио на другом мјесту, четири секунде иза БМЦ-а. Циљ шесте етапе био је на успону Мур де Бретањ. Данијел Мартин је напао на последњем километру и тријумфовао, док је Бернал завршио 12 секунди иза, радећи за Фрума, који је још једном изгубио вријеме. На деветој етапи вожене су секције калдрме које се возе на Париз—Рубеу. Бернал је пао и прије него што је почело да се вози по калдрми и завршио је 16 минута иза групе. Прва велика брдска етапа била је етапа 11, чији је циљ био на успону Ла Розјер. Бернал је радио за сувозаче, док Томас није напао из групе фаворита на 6 km до циља. Томас је побиједио на етапи и узео жуту мајицу, док је Бернал завршио заједно са Ландом, минут и 47 секунди иза. На етапи 12 вожено је неколико успона, док је циљ био на Алп д’Иезу, дугом 13,8 km. Стивен Кројсвајк је напао из групе фаворита на 85 km до циља, створио је велику предност, што је тим Скај успио да достигне јаким темпом; већ на успону Кроа де фер, у групи је остало само 17 возача. На почетку Алп д’Иеза, нападали су Винченцо Нибали, Кинтана и Ланда, али их је Бернал све достизао на темпо, предводећи Томаса и Фрума. На челу мање групе уз Алп д’Иез радио је 8 km, а након што су достигли Кројсвајка на 4 km до циља, Димулен је напао, пратили су Томас, Фрум, Барде и Ланда, док је Бернал отпао од групе. До краја је возио лагано и завршио је минут и 50 секунди иза Томаса, који је напао на 300 m до циља и тријумфовао двије секунде испред Димулена. Иако је побиједио на двије етапе заредом и имао је жуту мајицу, Томас је изјавио да не вјерује да може да освоји Тур и да је Фрум лидер тима. Након што на првој етапи у Пиринејима није било напада, борбе су вођене на етапи 17, која је била дуга само 65 km; толико кратка етапа на Туру није вожена од 1988. године. Наиро Кинтана, који је био доста далеко у генералном пласману, напао је заједно са Данијелом Мартином на последњем успону, Кол ди Портеу, када је Бернал изашао на чело групе да диктира темпо. Кинтана је успио да дистанцира све и да побиједи на етапи, док су у групи иза Димулен и Роглич напали, што Фрум није могао да прати. Бернал га је чекао и радио је за њега до близу циља, када Фрум није могао да прати и завршио је двије секунде иза Бернала. На последњој брдској, етапи 19, Скај је диктирао темпо, а након напада Роглича на последњем успону Кол де Обиску, Михал Квјатковски се склонио и Бернал је остао да ради за Томаса. Међутим, након што су поново Димулен и Роглич напали, Бернал је дистанциран и завршио је етапу минут и 37 секунди иза Роглича. На етапи 20 вожен је 31 km дуг хронометар, који је завршио на 25 мјесту, два минута иза Димулена. На последњој етапи није било промјена, Томас је освојио Тур де Франс, док је Бернал завршио на 15 мјесту, скоро 28 минута иза; у класификацији за најбољег младог возача завршио је на другом мјесту, пет минута иза Пјера Латура. За свеукупно издање на Туру, добио је награду за возача дана на етапи 21. Након Тура, директор тима Андрони, за који је Бернал претходно возио, Ђани Савио, изјавио је да је Бернал имао предиван Тур де Франс и да ће у будућности освојити Тур.
Сезону је завршио на класицима у Италији, гдје је Милано—Торино завршио на десетом мјесту, 43 секунде иза Тиба Пиноа, а Ђиро ди Ломбардију на 12 мјесту, минут и по иза Пиноа. На дан 12. децембра 2018. године, компанија Скај је објавила да се повлачи из бициклизма на крају 2019. године, остављајући тим без главног спонзора.

### 2019
Сезону 2019. стартовао је у фебруару, на првенству Колумбије у вожњи на хронометар, које је завршио на трећем мјесту, минут и по иза Данијела Мартинеза, док је друмску трку завршио на 25 мјесту, скоро шест минута иза Оскара Кироза. Сезону је наставио у Колумбији, на трци Тур де Колумбија, коју је освојио 2018, под именом Колумбија Оро и Паз; возио је заједно са Фрумом. На првој етапи, вожен је екипни хронометар, који је тим Скај завршио на трећем мјесту, десет секунди иза тима ЕФ Едукејшен Фирст. На петој етапи, Данијел Мартинез и Иван Соса су напали на 10 km до циља, касније су им се придружли Мигел Анхел Лопез, Ричард Карапаз и Алафилип, док Бернал није могао да прати и завршио је у групи иза, 42 секунде иза Алафилипа, који је одспринтао прву групу. На последњој, краљевској етапи, чији је циљ био на успону Алто лас Палмас, дугом 15 km, након више напада, Лопез се одвојио, док су у групи иза били Кинтана, Бернал и Соса. Један навијач је узроковао пад Сосе, а Бернал је остао да га чека. Заједно су поново достигли Кинтану, након чега је Бернал отпао. Кинтана је побиједио на етапи, док је Бернал завршио на четвртом мјесту, 16 секунди иза и завршио је на четвртом мјесту у генералном пласману, 54 секунде иза Лопеза, који је освојио трку.
У марту, возио је Париз—Ницу. Након четири лакше етапе, на петој етапи вожен је хронометар, који је завршио на шестом мјесту, 15 секунди иза Сајмона Јејтса и дошао је до другог мјеста у генералном пласману, 15 секунди иза Квјатковског. На седмој етапи, Данијел Мартинез је тријумфовао из бијега, док је Бернал завршио заједно са Кинтаном, скоро четири минута иза и преузео је лидерску мајицу, 45 секунди испред Филипа Жилбера и 46 испред Кинтане. На последњој етапи, Кинтана је напао на 50 km до циља, стекао је 50 секунди предности, али је Бернал имао пет сувозача уз себе, који су смањивали предност. На крају, Бернал је завршио четири секунде иза Кинтане и освојио је трку 39 секунде испред Кинтане, који је узео секунде бонификације. Сезону је наставио на Вуелта а Каталуњи. Фрум је пао на другој етапи и изгубио је 14 минута, па је на трећој етапи, на последњем успону, радио за Бернала. Бернал је први напао на 2 km до циља, пратио га је Кинтана, који није хтио да ради са њим и достигао их је Адам Јејтс. Када су се Мигел Анхел Лопез и Данијел Мартин приближили, Бернал је поново напао, пратили су Кинтана и Јејтс, а затим их је достигао Лопез, који је одмах напао. Бернал је први реаговао на Лопезов напад, остали су пратили и ишли лакшим темпом, што је омогућило Мартину да их достигне; Мартин је одмах напао, али остали су пратили и у спринту, Бернал је завршио други, иза Јејтса и дошао је до трећег мјеста у генералном пласману, иза Томаса де Гента и Адама Јејтса. На четвртој етапи, Лопез је напао на 8.5 km до циља, што су пратили Бернал, Јејтс и Кинтана. Међутим, Лопез је поново напао на 5 km до циља и нико није могао да га прати. Бернал је завршио на четвртом мјесту, 16 секунди иза и остао је на трећем мјесту у генералном пласману, 17 секунди иза Лопеза. На последњој етапи, Адам Јејтс је напао на 20 km до циља, стекао је 40 секунди предности, али је достигнут. Бернал је такође покушавао да дистанцира Лопеза, али безуспјешно и завршио је трку на трећем мјесту у генералном пласману, 17 секунди иза Лопеза и три секунде иза Јејтса. Након Каталуње, требао је да буде лидер тима Скај на Ђиро д’Италији, али је сломио кључну кост на тренингу у Андори, због чега је морао да пропусти Ђиро. Тркању се вратио средином јуна, на Тур де Свис трци, гдје је возио заједно са Томасом. Прије трке, тим Скај је постао тим Инеос, након повлачења Скаја као спонзора. Трка је почела хронометром, који је Бернал завршио на 26 мјесту, 23 секунде иза Роана Дениса. Након спринтерских етапа, на шестој етапи вођена је борба за генерални пласман. Антвон Толек је био у бијегу од почетка етапе, а пред последњи успон имао је два минута испред главне групе. Бернал је напао на око 3 km до циља, нико није могао да га прати, а убрзо је смањио предност Толека. Ипак, у последњем километру, Толек је додатно убрзао и побиједио 17 секунди испред Бернала, који је преузео лидерску мајицу, 12 секунди испред Дениса. На седмој етапи, напао је на 2 km до циља и побиједио је 23 секунде испред Поцовива и Дениса, који су покушавали да га достигну. Хронометар на осмој етапи завршио је на 11 мјесту, 38 секунди иза Ива Лампара и задржао је лидерску мајицу, 22 секунде испред Дениса. На последњој етапи, Хју Карти је тријумфовао, док је Бернал завршио на трећем мјесту, минут и двије секунде иза, заједно са Денисом, који је више пута нападао у покушају да га дистанцира; Бернал је тако освојио трку 19 секунди испред Дениса, уз освојену класификацију за најбољег младог возача.
Објављено је да ће Бернал и Томас да буду удружени лидери тима Инеос на Тур де Франсу, након што је Фрум пао на Критеријуму ди Дофине и морао је да пропусти Тур. Тур је стартовао спринтерском етапом у Бриселу. На другој етапи, вожен је екипни хронометар, који је Инеос завршио на другом мјесту, 20 секунди иза Јумбо—Визме и Бернал је дошао до седмог мјеста у генералном пласману, 30 секунди иза Мика Теунисена. На трећој етапи, Жилијен Алафилип је напао на 15 km до циља и побиједио, док је Бернал завршио у групи која је на циљ стигла 26 секунди иза, а пет секунди испред Томаса; након треће етапе, заостајао је 40 секунди иза Алафилипа у генералном пласману. На шестој етапи, само је Квјатковски остао уз лидере Инеоса на последњем успону, а након напада Ланде, отпао је и он. Томас је напао и завршио је девет секунди испред Бернала. На осмој етапи, Алафилип и Пино су напали на 300 метара до врха брдског циља, а затим радили заједно и завршили 20 секунди испред групе; Бернал је завршио на деветом мјесту и у генералном пласману је заостајао минут и 16 секунди иза Алафилипа. На равној, десетој етапи, усљед јаког вјетра, група се раздвојила и многи возачи су изгубили вријеме, захваљујући чему је Бернал дошао до трећег мјеста у генералном пласману, иза Алафилипа и Томаса. На првој етапи у Пиринејима није било борби за генерални пласман, а хронометар на етапи 13, завршио је на 22 мјесту, минут и 36 секунди иза Алафилипа и пао је на пето мјесто у генералном пласману, два минута и 52 секунде иза Алафилипа, а минут и по иза Томаса. На етапи 14, воженој до Турмалеа, Давид Году за Пиноа, као и Лауренс де Плус и Џорџ Бенет за Кројсвајка, радили су на челу и возачи су отпадали од групе, а у последњем километру отпао је и Томас. Пино је напао на 500 метара до циља и побиједио, док је Бернал завршио осам секунди иза, а двије секунде иза Алафилипа, који је узео секунде бонификације и заостајао је три минута иза Алафилипа. На етапи 15, Пино је напао на 6 km до циља, пратили су само Бернал, Емануел Букман и Алафилип. Пино је наставио са нападима, а први је отпао Алафилип, затим и Букман и Бернал, који су до циља радили заједно и Бернал је надокнадио 58 секунди у односу на Алафилипа. На етапи 18, Бернал је напао на 3 km до врха успона Галибије; брзо је направио предност, а затим је по равном одржавао и завршио је 32 секунде испред Алафилипа и других фаворита и дошао је до другог мјеста у генералном пласману, минут и по иза Алафилипа. На етапи 19, на 6 km до врха претпоследњег успона — Кол де л’ Изерана, Томас је напао и Алафилип се мучио. Километар касније, Бернал је напао и дистанцирао све, стекавши преко два минута испред Алафилипа до врха Изерана. Алафилип је на спусту смањио заостатак, али је јављено да се етапа прекида због снијежне лавине, због које није могуће ићи до циља у Тижну. Није проглашен побједник етапе, а времена су узета са пролаза преко Изерана и Бернал је узео жуту мајицу први пут у каријери, 48 секунди испред Алафилипа. Из истог разлога, етапа 20 је скраћена на само 59 километара. На етапи 20, издржао је све нападе и прешао кроз циљ заједно са Томасом, 17 секунди иза Нибалија, док је Алафилип изгубио још три минута и пао на пето мјесто. Последња етапа је била спринтерска, није било промјена и Бернал је освојио Тур де Франс минут и 11 секунди испред Томаса, уз освојену класификацију за најбољег младог возача. Бернал је тако постао први Колумбијац и први Јужноамериканац који је освојио Тур, као и други возач из цијеле Америке, након Грега Лемонда. Такође, постао је најмлађи побједник Тура још од 1909, када је побиједио Франсоа Фабе, а са 22 године и 196 дана, трећи је најмлађи побједник Тура у историји. У родном граду, од 130.000 становника, дочекале су га хиљаде навијача на прослави освајања Тура и представљања жуте мајице. Бернал је изјавио: „Невјероватно је, не знам шта да кажем. Освојио сам Тур, али не успијевам да повјерујем у то. Треба ми пар дана да схватим све ово. То је за моју породицу и само желим да их загрлим. То је осјећање среће које не знам како да опишем. Ово није само моја побједа, ово је побједа цијеле државе. Велика је част знати да сам ја остварио ово. Мој отац није могао да прича у почетку, али када је успио, честитао ми је. Хтио је да заплаче. За нас, то је сан. Гледали смо Тур на ТВ-у и мислили смо да је то нешто невјероватно“.
Првобитно је планирао да вози друмску трку на Свјетском првенству у Јоркширу, али је дан касније одустао и у тиму Колумбије замијенио га је Карлос Бетанкур. Сезону је наставио на класицима у Италији. На Ђиро дела Тоскани, напао је на 25 km до циља, при врху успона Монте Сера, пратио га је Николај Черкасов, а затим су их достигли и Ђовани Висконти и Пјерпаоло Фискара, који је дистанциран на километар до циља. Бернал је први почео да спринта, међутим Висконти је прошао са десне стране и побиједио. На наредна четири класика није био конкурентан, а Милано—Торино завршио је на шестом мјесту, десет секунди иза Мајкла Вудса, а дан касније, освојио је класик Гран Пијемонте. Иван Соса је радио на челу групе, која је у финишу бројала само седам возача; Бернал је напао на 2 km до циља и побиједио је шест секунди испред Сосе, који је био јачи од остатка групе. Сезону је завршио на Ђиро ди Ломбардији, која је вожена два дана након што је освојио Пијемонт. Молема је напао на 18 km до циља, Бернал, Валверде, Фуглсанг, Вудс, Хејг и Роглич су покушавали да га достигну, али безуспјешно. Валверде, Фуглсанг и Бернал су се одвојили и Бернал је завршио на трећем мјесту, 16 секунди иза Молеме, а у спринту за друго мјесто побиједио га је Валверде.

### 2020
Сезону 2020, почео је на првенству Колумбије, гдје је хронометар завршио на трећем мјесту, 32 секунде иза Мартинеза и четири секунде иза Кинтане. На друмској трци, пао је на спусту на 45 km до циља, након чега није успио да се врати у борбу и завршио је на другом мјесту, минут и 15 секунди иза Серхиа Игите. Сезону је наставио на Тур де Колумбији. Четврту етапу, завршио је на другом мјесту, секунду иза Игите, након чега је шесту етапу завршио на трећем мјесту, три секунде иза Мартинеза и завршио је на четвртом мјесту у генералном пласману, 54 секунде иза Игите. Крајем фебруара, након што је неколико возача било позитивно на корона вирус на УАЕ Туру, читава сезона у бициклизму је прекинута, а трке су или одложене или отказане.
На дан 17. фебруара 2020, објављено је да је Бернал добио награду Лауреус академије за пробој године, за 2019, поставши тако први бициклиста након Ленса Армстронга, који је освојио неку од награда Лауреус академије, са тим што су награде Армстронга одузете због допинга. Тим Инеос је објавио већ на почетку сезоне да ће Бернал и Томас бити удружени лидери на Тур де Франсу, а Бернал је у мају истакао да му је циљ да освоји Тур и да неће жртвовати себе због Томаса и Фрума. UCI је објавио нови календар за сезону 2020, по којем је старт Тура помјерен за 29. август, док су Ђиро д’Италија и Вуелта а Еспања помјерене за октобар. Сезона је настављена 1. августа, а планирано је да Томас, Фрум и Бернал буду удружени лидери на Тур де Франсу, због чега је планирано да заједно возе главне припремне трке, док је Бернал прије тога возио Руте д’Окитанију. Трка је почела спринтерском етапом, коју је завршио на шестом мјесту. На трећој етапи, тим Инеос је радио на челу; Бернал је напао у последњем километру и побиједио десет секунди испред сувозача — Павела Сивакова, и преузео је вођство у генералном пласману Последњу, четврту етапу, завршио је на четвртом мјесту, у групи која је дошла на циљ двије секунде иза Беное Коснефрое и освојио је трку 19 секунди испред Сивакова, уз освојене класификацију по поенима и за најбољег младог возача. Сезону је наставио на Тур де л’Ен трци, гдје су били Томас, као и трио лидера Јумбо—визме — Роглич, Димулен и Кројсвајк. На другој етапи вожено је пет успона; тим Јумбо—визма је возио на темпо, док је Бернал у финишу остао са само једним сувозачем. На 500 метара до циља, Роглич је напао и побиједио у спринту, док је Бернал завршио на другом мјесту. На последњој, трећој етапи, која је вожена до успона Гран Колумбијер, Роглич је напао на 300 метара до циља и побиједио је четири секунде испред Бернала, освојивши трку 18 секунди испред Бернала. Након што је изгубио од Роглича на првој припремној трци, на којој су Фрум и Томас били у лошој форми, Бернал је изјавио да има још доста до Тур де Франса и да морају да буду мирни. Сезону је наставио на Критеријуму ди Дофине, заједно са Фрумом и Томасом, док су такође били поново Роглич, Димулен и Кројсвајк. Због пандемије ковида 19, трка је скраћена на пет етапа, без спринтерских етапа и хронометра. Прву етапу завршио је на трећем мјесту у спринту, док је Ваут ван Арт побиједио. На другој етапи, Роглич је напао у последњем километру и остварио побједу, док је Бернал завршио на десетом мјесту, осам секунди иза. Трећа етапа вожена је до успона Кол де Маделена; Роглич је напао у последњем километру, Бернал је отпао, није могао да прати ни Сивакова и завршио је девет секунди иза. Због повреде леђа, није стартовао четврту етапу.
Због лоше форме на припремним тркама, а нарочито на Критеријуму ди Дофине, Фрум и Томас су изостављени из тима Инеос за Тур, док је тиму прикључен побједник Ђиро д’Италије 2019 — Ричард Карапаз, као подршка Берналу и евентуални план Б, уколико Бернал не буде у доброј форми, а као главни помоћници у брдима, у тиму су били Павел Сиваков, који је завршио Ђиро 2019. у топ 10, као и Андреј Амадор, који је завршио Ђиро 2015. на четвртом мјесту. Тур је почео спринтерском етапом, по киши и лошем времену, због чега је неколико возача пало, а Тони Мартин је изашао испред групе и показао покретом руке да је етапа неутралисана и да нема напада; настављена је на 25 km до циља, а Александер Кристоф је побиједио и узео жуту мајицу. На другој етапи, Алафилип је побиједио и узео жуту мајицу, док је Бернал завршио у групи која је дошла на циљ двије секунде иза. Циљ четврте етапе био је на успону Орсијере—Мерлет; Роглич је побиједио у спринту, док је Бернал завршио на седмом мјесту. На седмој етапи, због вјетра, група се раздвојила и Тадеј Погачар, Ричи Порт, Микел Ланда и Карапаз су изгубили минут и 20 секунди, док је Бернал завршио на осмом мјесту у групи и дошао је до четвртог мјеста у генералном пласману, 13 секунди иза Адама Јејтса, а десет секунди иза Роглича. На осмој етапи, Погачар је напао на 15 km до циља и завршио 40 секунди испред групе. На деветој етапи, вожена су два брдска циља прве категорије; Погачар је напао на 20 km до циља и група се раздвојила. Погачар је напао још два пута, а пратили су само Роглич, Ланда и Бернал, који су заједно прешли преко последњег брдског циља. До краја етапе, достигли су Марка Иршија који је био у бијегу, Погачар је побиједио у спринту испред Роглича, док је Бернал завршио на четвртом мјесту и дошао је до другог мјеста у генералном пласману, 21 секунду иза Роглича. Циљ етапе 13 био је на успону Пиј Мари, који је био дуг 5.4 km. Бернал се од почетка успона мучио и завршио је 38 секунди иза Роглича и Погачара, због чега је пао на треће мјесто у генералном пласману, 59 секунди иза Роглича, а 15 секунди иза Погачара. Циљ етапе 15 био је на успону Гран Колумбијер; Ван Арт је био на челу групе, а на 13 km до циља, Бернал је отпао, заједно са Наиром Кинтаном. Убрзо није могао да прати ни темпо Кинтане и завршио је етапу седам минута и 2/ секунди иза Погачара и Роглича. Након етапе, изјавио је да се осјећао празно, да није имао снаге и да његово тијело није могло да реагује нормално. На етапи 16, возио је опуштено, није се трудио да прати главну групу и завршио је десет минута иза. Етапу 17 није стартовао, а тим је изјавио да га мучи повреда леђа од Критеријума до Дофине, због чега је и завршио сезону.
У новембру, изјавио је да је увијек осјећао бол у леђима и да је то због тога што му је једна нога дужа од друге. Рекао је да му помаже цијели тим доктора, који покушава да установи извор бола.

### 2021
Прије старта сезоне 2021. тим Инеос Гренадирс је објавио да ће Бернал возити Ђиро д’Италију, а да ће Томас, Карапаз и Тео Гејган Харт, који је освојио Ђиро 2020. бити удружени лидери на Тур де Франсу. Менаџер тима — Дејв Брелсфорд изјавио је да Бернал мора да пронађе радост вожње бицикла поново, док су и Брелсфорд и Бернал изјавили да је Ђиро најбоља опција за Бернала. Сезону је почео у фебруару, на трци у Француској — Етоил де Бесеж, гдје је већ на првој етапи изгубио скоро седам минута. На трећој етапи био је у бијегу, али је завршио на 15 мјесту, минут иза побједника — Тима Веленса. Хронометар на последњој етапи завршио је на 35 мјесту, минут и девет секунди иза Филипа Гане и завршио је на 64 мјесту у генералном пласману, шест минута иза Веленса. Изјавио је да му је драго што је возио Бесеж, али да није сигуран у каквом му је стању повреда леђа. Сезону је наставио на Тур де ла Провенс трци у Француској, а пред почетак трке изјавио је да жели да ужива у тркању и да ће радити за Ивана Сосу. Прве двије етапе биле су спринтерске, а циљ треће етапе био је на успону Мон Венту. Тим Инеос Гренадирс је на темпо достигао бјегунце, након чега је Соса напао на 5 km до циља. Алафилип и Пулс су затим напали из групе, а Бернал је пратио. Соса је остварио побједу и преузео лидерску мајицу, док је Бернал напао у последња два километра и завршио на другом мјесту, 15 секунди иза Сосе, а три секунде испред Алафилипа. На последњој, четвртој етапи, Алафилип је на пролазном циљу узео пет секунди, захваљујући чему је престигао Бернала за секунду; Соса је освојио трку, док је Бернал завршио на трећем мјесту, 19 секунди иза. Сезону је наставио на класику Трофео Лагвеља у Италији. Молема је напао на 15 km до циља и остварио соло побједу; Бернал је нападао више пута у групи иза, није успио да се одвоји, али је одспринтао групу од пет возача и завршио је на другом мјесту, 39 секунди иза Молеме.
Сезону је наставио на Страде Бјанке трци, коју је возио по први пут. На око 25 km до циља, Алафилип је напао, пратили су Метју ван дер Пул, Ван Арт, Михал Гогл, Погачар, Том Пидкок и Бернал. Ван дер Пул је напао на последњем сектору калдрме, на 11 km до циља, пратио је само Алафилип, а на 10 km до циља, Бернал их је достигао. У последњем километру, Ван дер Пул је напао на успону и остварио соло побједу, пет секунди испред Алафилипа, док је Бернал завршио на трећем мјесту, 20 секунди иза. У марту, заједно са Томасом, возио је Тирено—Адријатико, главни ривали били су им Погачар, Нибали, Кинтана, Сајмон Јејтс, Ланда и Ван Арт, који је хтио да се опроба као лидер тима на етапним тркама. Након прве двије етапе, на којима су по побједу остварили Ван Арт и Алафилип, Ван дер Пул је остварио побједу на трећој етапи, док су Бернал и Томас изгубили вријеме јер су били задржани у паду на 3.3 km до циља и завршили су 18 секунди иза. Циљ четврте етапе био је на успону Прати ди Тиво. Бернал је напао на 7.8 km до циља, пратили су Погачар и Фуглсанг, а затим су их достигли остали, након чега је Томас напао, али је брзо достигнут. Томас је поново напао на 6.8 km до циља и остао је испред групе, након чега је Погачар напао на 5.5 km до циља, што нико није могао да прати из групе и брзо је достигао Томаса. Возачи из друге групе су радили заједно, покушавајући да га достигну, а након што је Јејтс напао, Бернал је отпао и он и Томас су завршили 58 секунди иза Погачара, који је побиједио на етапи и преузео лидерску мајицу. На петој етапи, Ван дер Пул је нападао неколико пута, због чега се група преполовила у више мањих група; Бернал је напао на 56 km до циља, након чега је Ван дер Пул напао на 52 km до циља; стекао је три минута предности, након чега је Погачар напао из главне групе, на 17 km до циља. Возачи су били у потјери, један по један и Бернал је завршио на петом мјесту, два минута иза. Хронометар на последњој, седмој етапи, завршио је на 53 мјесту, 50 секунди иза Ван Арта и завршио је на четвртом мјесту у генералном пласману, четири минута иза Погачара.

### 2022
24. јануара 2022, пред почетак бициклистичне сезоне, Бернал је имао удес за време тренинга, где је повредио фемур, пателу и повредио кичму. Дан касније је био хитно оперисан. Проблем са кичмом имао је веч у сезони 2020, па је његов наступ за Гранд тур трке упитан. Након победе 2019. на Тур де Францу и 2021 на Ђиро д’Италија био је између фаворита за енглески тим Инеос Гренадирс.

## Приватни живот
Бернал је стекао репутацију као миран возач, који не тражи изговоре када ствари крену лоше. Научио је италијански језик за шест мјесеци током боравка у Андронију, а затим и енглески за шест мјесеци након што је потписао за Скај.

## Резултати на тркама

### Резултати на гранд тур тркама
| Гранд тур трке  | 2016. | 2017. | 2018. | 2019. | 2020. | 2021. |
| --------------- | ----- | ----- | ----- | ----- | ----- | ----- |
| Ђиро д’Италија  | —     | —     | —     | —     | —     | 1     |
| Тур де Франс    | —     | —     | 15    | 1     | DNF   |       |
| Вуелта а Еспања | —     | —     | —     | —     | —     |       |

### Резултати на главним етапним тркама
| Етапне трке          | 2016. | 2017. | 2018. | 2019. | 2020. | 2021. |
| -------------------- | ----- | ----- | ----- | ----- | ----- | ----- |
| Париз—Ница           | —     | —     | —     | 1     | —     | —     |
| Тирено—Адријатико    | —     | 16    | —     | —     | —     | 4     |
| Вуелта а Каталуња    | —     | —     | DNF   | 3     | NH    | —     |
| Вуелта ал Паис Баско | —     | —     | —     | —     | NH    | —     |
| Тур де Романди       | —     | —     | 2     | —     | NH    | —     |
| Критеријум ди Дофине | —     | —     | —     | —     | DNF   | —     |
| Тур де Свис          | —     | —     | —     | 1     | NH    |       |

### Резултати на класицима
| Монументални класици           | 2016. | 2017. | 2018. | 2019. | 2020. | 2021. |
| ------------------------------ | ----- | ----- | ----- | ----- | ----- | ----- |
| Милано—Санремо                 | —     | —     | —     | —     | —     | —     |
| Ронде ван Фландерен            | —     | —     | —     | —     | —     | —     |
| Париз—Рубе                     | —     | —     | —     | —     | —     |       |
| Лијеж—Бастоњ—Лијеж             | —     | —     | —     | —     | —     | —     |
| Ђиро ди Ломбардија             | —     | 13    | 12    | 3     | —     |       |
| Остали класици                 | 2016. | 2017. | 2018. | 2019. | 2020. | 2021. |
| Омлоп хет Ниувсблад            | —     | —     | —     | —     | —     | —     |
| Курне—Брисел—Курне             | —     | —     | —     | —     | —     | —     |
| Страде Бјанке                  | —     | —     | —     | —     | —     | 3     |
| Е3 Бинкбанк                    | —     | —     | —     | —     | —     | —     |
| Гент—Вевелгем                  | —     | —     | —     | —     | —     | —     |
| Дварс дор Фландерен            | —     | —     | —     | —     | —     | —     |
| Шелдепрајс                     | —     | —     | —     | —     | —     |       |
| Амстел голд рејс               | —     | —     | —     | —     | —     | —     |
| Флеш Валон                     | —     | —     | —     | —     | —     | —     |
| Класик Сан Себастијан          | —     | —     | —     | DNF   | —     |       |
| Бретање класик                 | —     | —     | —     | —     | —     |       |
| Гран при сајклисте де Квебек   | —     | —     | —     | —     | —     |       |
| Гран при сајклисте де Монтреал | —     | —     | —     | —     | —     |       |
| Милано—Торино                  | —     | 16    | 10    | 6     | —     |       |

### Резултати на Свјетском првенству
| Свјетско првенство у друмској вожњи       | 2016.          | 2017.          | 2018.          | 2019.          | 2020.          | 2021.          |
| ----------------------------------------- | -------------- | -------------- | -------------- | -------------- | -------------- | -------------- |
| Друмска трка                              | —              | —              | —              | —              | —              |                |
| Вожња на хронометар                       | —              | —              | —              | —              | —              |                |
| Екипни хронометар                         | —              | —              | —              | Није одржавано | Није одржавано | Није одржавано |
| мјешовити хронометар за националне тимове | Није одржавано | Није одржавано | Није одржавано | —              | —              |                |

### Резултати на Олимпијским играма
| Олимпијске игре     | 2016. |
| ------------------- | ----- |
| Друмска трка        | —     |
| Вожња на хронометар | —     |

### Резултати на националном првенству
| Првенство Колумбије | 2016. | 2017. | 2018. | 2019. | 2020. | 2021. |
| ------------------- | ----- | ----- | ----- | ----- | ----- | ----- |
| Друмска трка        | —     | —     | DNF   | 25    | 2     |       |
| Вожња на хронометар | —     | —     | 1     | 3     | 3     |       |

| —   | Није учествовао |
| DNF | Није завршио    |
| DSQ | Дисквалификован |
| NH  | Није одржано    |